# Polipowatość dna żołądka

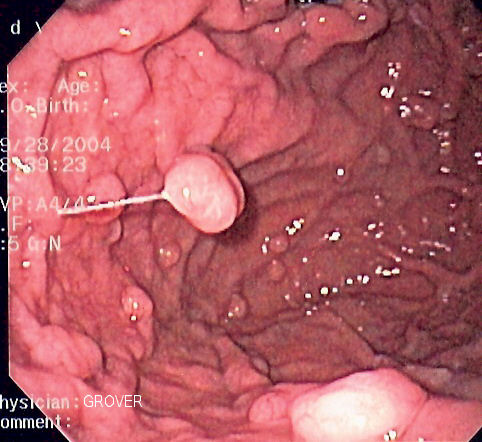
Polip żołądka widziany w retrofleksji

Polipowatość dna żołądka – stan, w którym w żołądku stwierdza się liczne polipy. Często powstaje na tle rodzinnej polipowatości gruczolakowatej.
Najczęstsze są polipy hiperplastyczne i hamartomatyczne.